# Dactylopsylla percernis
Dactylopsylla percernis är en loppart som beskrevs av Eads et Menzies 1949. Dactylopsylla percernis ingår i släktet Dactylopsylla och familjen fågelloppor. Inga underarter finns listade i Catalogue of Life.